# (11481) Znannya
(11481) Znannya (1987 WO1) – planetoida z grupy pasa głównego asteroid okrążająca Słońce w ciągu 4,14 lat w średniej odległości 2,58 j.a. Odkryta 22 listopada 1987 roku.